# Phyxelida apwania
Phyxelida apwania is een spinnensoort uit de familie Phyxelididae. De soort komt voor in Kenia en Tanzania.